# Doddipalli, Bagepalli
Doddipalli là một làng thuộc tehsil Bagepalli, huyện Kolar, bang Karnataka, Ấn Độ.